# Королевская семья Бродвея
Королевская семья Бродвея (англ. The Royal Family of Brodway) — американская кинокомедия режиссёра Джорджа Кьюкора 1930 года. На 4-й церемонии награждения премии «Оскар» фильм был номинирован в категории «Лучшая мужская роль» (Фредрик Марч).

## Сюжет
Джули Кавендиш — потомок известного рода знаменитых бродвейских актёров. Мать её до сих пор выступает на сцене театра, а брат начинает карьеру в Голливуде. Однако сама она находится на распутье — идти по стопам родных, или остепениться и завести семью? И с одной стороны — слава и признание, но с другой — влиятельный магнат и денди из Южной Америки, Гилмор Маршалл, который положил на неё глаз. Осталось только выбрать…

## В ролях
- Ина Клер — Джули Кавендиш
- Фредрик Марч — Тони Кавендиш
- Мэри Брайан — Гвен Кавендиш
- Генриетта Кросман — Фанни Кавендиш
- Роберт Дуглас — Кавендиш
- Чарльз Старретт — Перри
- Арнольд Корфф — Оскар Вулф
- Фрэнк Конрой — Гилмор Маршалл
- Роял С. Стаут — Джо
- Элси Эсмонда — Делла
- Мюррей Элпер — МакДермотт
- Уэсли Старк
- Хершел Майял — врач